# St. Pantaleon (Dettlingen)

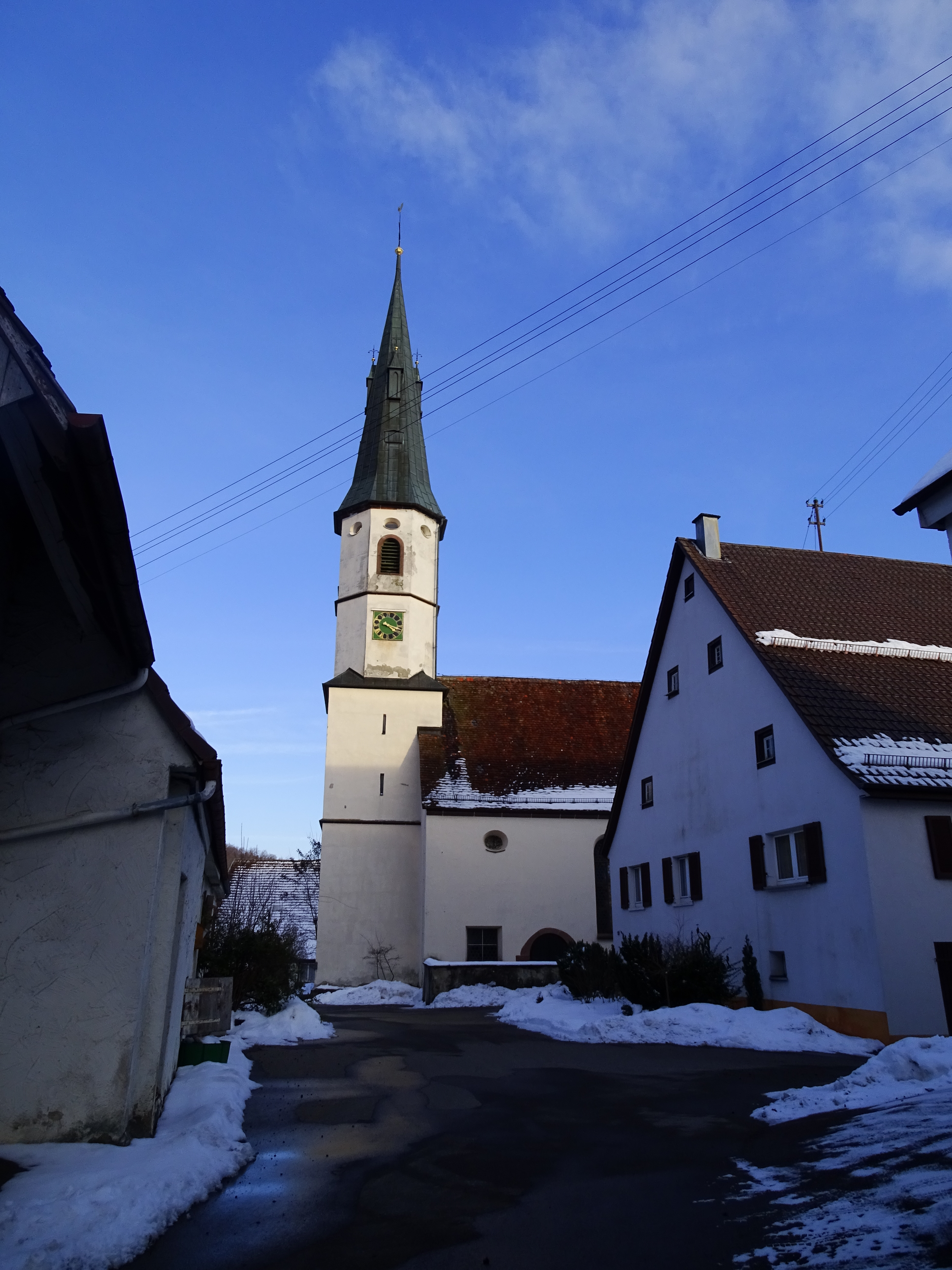
St. Pantaleon in Dettlingen

Die römisch-katholische Pfarrkirche St. Pantaleon ist ein geschütztes Kulturdenkmal nach dem Denkmalschutzgesetz. Sie steht in Dettlingen, einem Stadtteil von Horb am Neckar im Landkreis Freudenstadt in Baden-Württemberg. Die Kirchengemeinde gehört zum Dekanat Zollern im Erzbistum Freiburg.

## Beschreibung

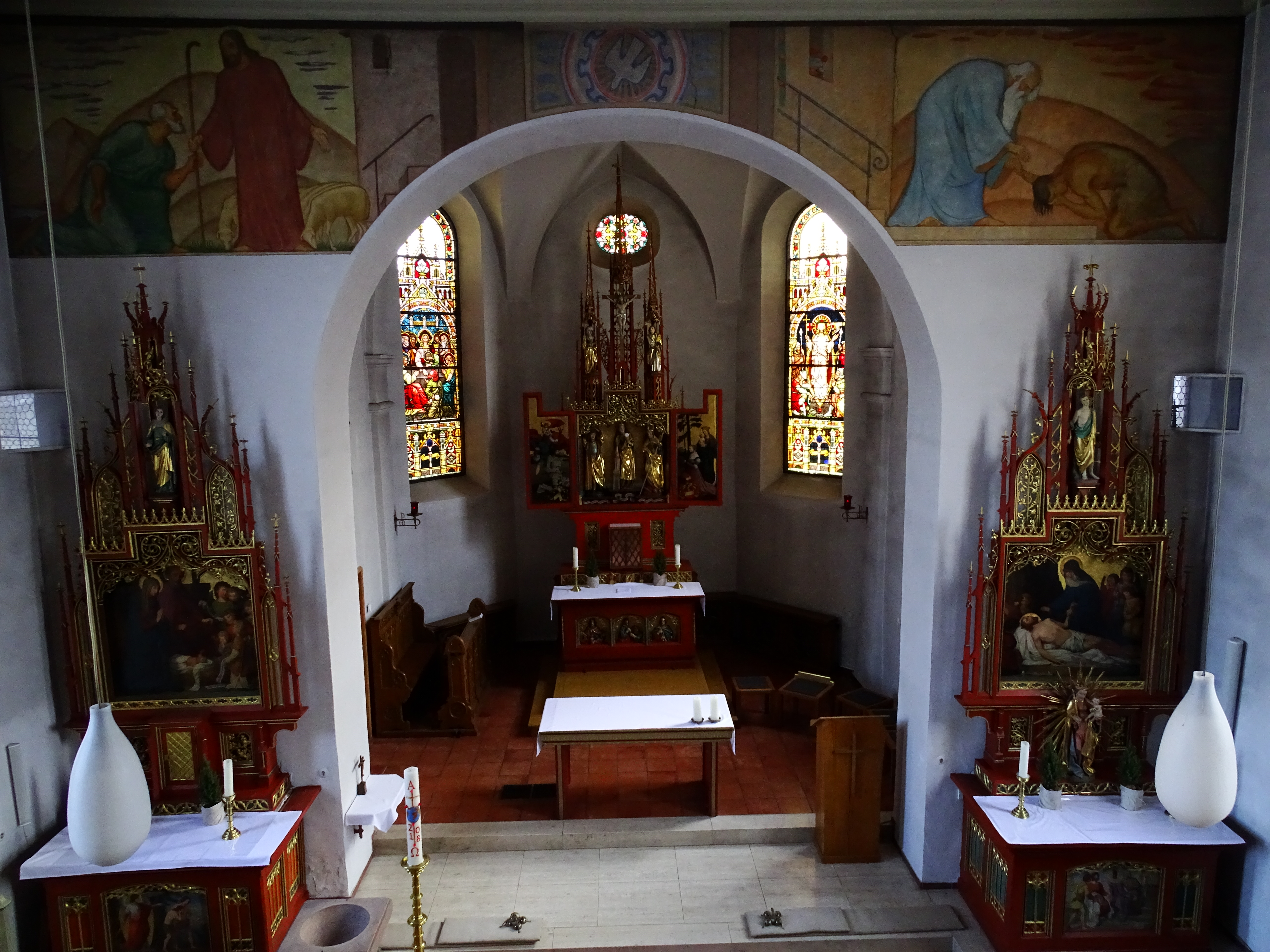
Blick zum Chor

Die 1712 gebaute Saalkirche besteht aus einem Langhaus, einem eingezogenen, dreiseitig geschlossenen Chor im Süden, der Sakristei an dessen Ostwand und dem Kirchturm auf quadratischem Grundriss im Norden, dessen aufgestockte achteckigen Geschosse die Turmuhr und den Glockenstuhl beherbergen, in dem drei Kirchenglocken. hängen.
Zur Kirchenausstattung gehört ein 1491 gestifteter Flügelaltar, der beidseitig bemalt ist. Die Orgel auf der Empore wurde 1986 als Opus 188 von Stehle Orgelbau gebaut.